# Cappella dell'Annunciazione della Beata Vergine Maria
La Cappella dell'Annunciazione della Beata Vergine Maria, o Cappella della Santissima Annunziata, è una cappella sita in Borgata Quaglia a Grugliasco, nell'area metropolitana di Torino.

## Storia
La cappella figura, nel primo Settecento, facente parte della Cascina Quaglia di proprietà dell'omonima famiglia borghese locale di cui le armi risultano incise nel Palazzo degli Stemmi (a Torino).
Il 17 giugno 2023 la cappella è stata re-inaugurata dopo un restauro di recupero lungo cinque anni, come luogo polifunzionale pubblico. La spesa del progetto, in accordo con la Soprintendenza Belle Arti e Paesaggio, è stata coperta per 150.000 euro dalla Compagnia di San Paolo.

## Descrizione
A circa metà Settecento, la cappella viene così descritta: «l'edificio ha forma ovata ed è a volta, colorato in varie parti. Ha tre finestre abbastanza ampie munite di vetri e grate; la porta di ingresso dà sulla via pubblica, verso ovest. Ha un altare all'uso romano tutto in muratura, fornito di portatile; dietro l'altare vi è un'icona raffigurante l'Annunciazione con cornice lignea dorata in cui è inserita l'insegna gentilizia di famiglia. Dietro l'altare vi è uno spazio per una credenza...».